# تیتان (سگ)
تیتان (۲۰۰۵ – ۳۱ مارس ۲۰۱۰) یک سگ آمریکایی بود از نژاد گریت دین که در کتاب رکوردهای جهانی گینس به عنوان بلندترین سگ جهان نام‌اش ثبت شده‌است. قد رسمی وی ۱۰۷٫۳ سانتیمتر (۴۲٫۲ اینچ) از کف پا تا شانه‌اش. دارنده قبلی این عنوان یک سگ گریت دان دیگر بود با نام گیبسون که ۱۰۷٫۲ سانتیمتر (۴۲٫۲ اینچ) اندازه داشت و در اوت ۲۰۰۹ درگذشت. در طی مراحل نامزدی، تیتان، که از چندین وضعیت بهداشتی رنج می‌برد، در رقابت با یک سگ از نژاد نیوفاندلند از داکوتای شمالی و یک گریت دان دیگر، از آریزونا مقابله کرد. در تاریخ ۲۲ فوریه ۲۰۱۰ تایتان به عنوان بلندترین سگ جهان توسط جورج بزرگ، یک نژاد بزرگ اهل آریزونا از سلطنت برکنار شد.
وی پس از اینکه در ۱۳ نوامبر ۲۰۰۹ به عنوان بلندترین سگ جهان لقب گرفت در برنامه برنامه امشب با کونان اوبراین ظاهر شد.
سر انجام تیتان در تاریخ ۳۱ مارس ۲۰۱۰ به دلیل عوارض ناشی از پارگی روده درگذشت.